# أوسكار زوادا
أوسكار زوادا (بالبولندية: Oskar Zawada) (1 فبراير 1996 بأولشتين في بولندا - ) هو لاعب كرة قدم بولندي في مركز الهجوم. لعب مع تفينتي أنشخيدة ونادي فولفسبورغ.

## روابط خارجية
- أوسكار زوادا على موقع دوري كوريا الجنوبية (الإنجليزية)
- أوسكار زوادا على موقع قاعدة بيانات كرة القدم.إي يو (الإنجليزية)
- أوسكار زوادا على موقع بيانات كرة القدم. دي إي (الألمانية)
- أوسكار زوادا على موقع Soccerway.com (الإنجليزية)
- أوسكار زوادا على موقع عالم كرة القدم.نت (الإنجليزية)
- أوسكار زوادا على موقع AS.com (الإسبانية)